# Futbol Kampı Limak Arcadia Resort
Futbol Kampı Limak Arcadia Resort – kompleks piłkarski w pobliżu miejscowości Çakallık niedaleko Antalyi, w Turcji. Obiekt należy do hotelu Limak Arcadia Resort. Na kompleks składa się sześć pełnowymiarowych boisk piłkarskich i trzy o mniejszych rozmiarach. Główny stadion kompleksu może pomieścić 1500 widzów. 27 stycznia 2012 roku na tym stadionie odbył się towarzyski mecz piłkarskich reprezentacji narodowych (Turkmenistan – Rumunia 0:4).